# 羅吉茲諾 (亞沃里夫區)
49°52′29″N 23°20′23″E / 49.87472°N 23.33972°E

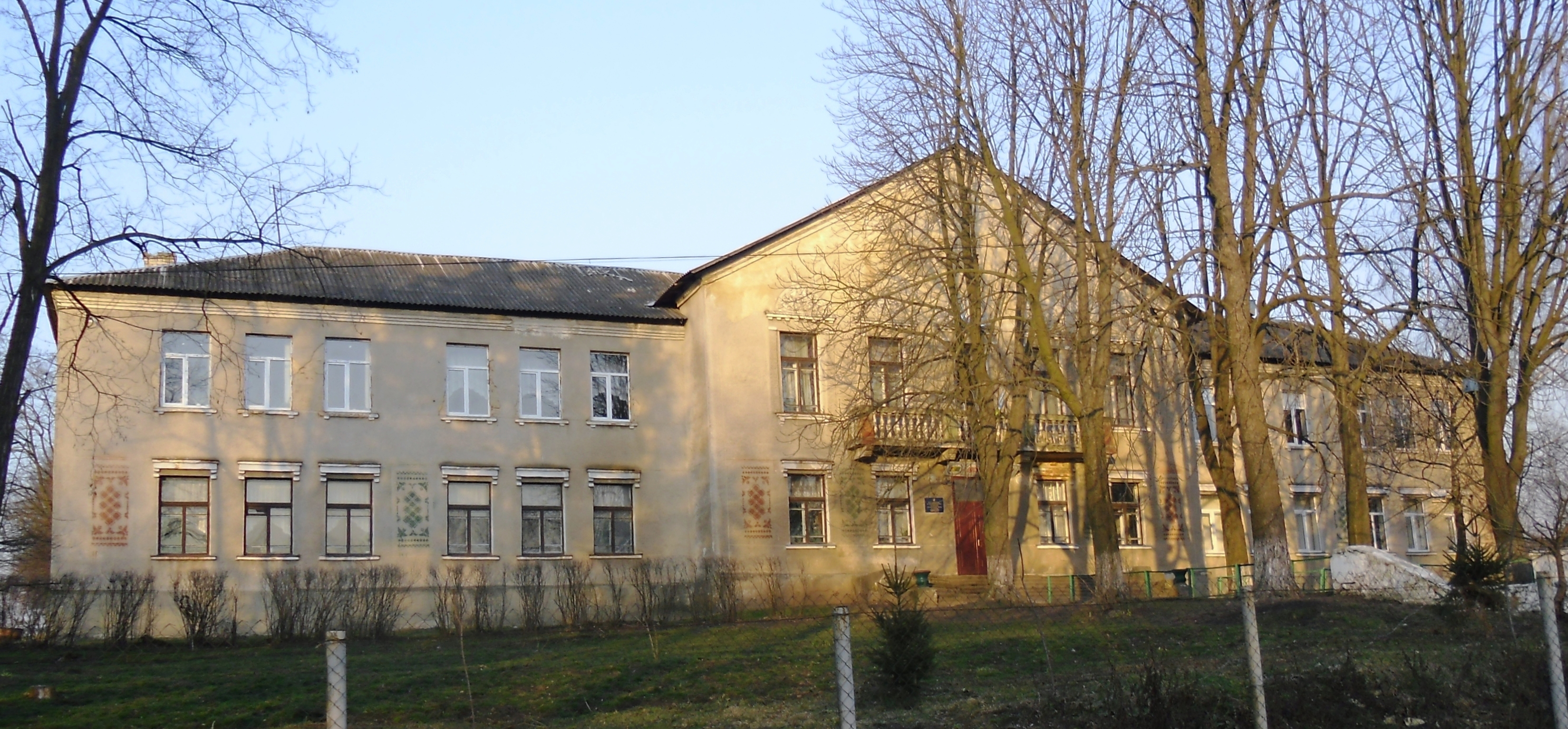

羅吉茲諾（烏克蘭語：Рогізно），是烏克蘭的村落，位於該國西部利沃夫州，由亞沃里夫區負責管轄，處於維若姆利亞河畔，始建於1462年，面積2.78平方公里，海拔高度241米。